# Pattiom
Pattiom è una suddivisione dell'India, classificata come census town, di 19.948 abitanti, situata nel distretto di Kannur, nello stato federato del Kerala. In base al numero di abitanti la città rientra nella classe IV (da 10.000 a 19.999 persone).

## Geografia fisica
La città è situata a 11° 49' 08 N e 75° 33' 52 E.

## Società

### Evoluzione demografica
Al censimento del 2001 la popolazione di Pattiom assommava a 19.948 persone, delle quali 9.204 maschi e 10.744 femmine. I bambini di età inferiore o uguale ai sei anni assommavano a 1.900, dei quali 946 maschi e 954 femmine. Infine, coloro che erano in grado di saper almeno leggere e scrivere erano 17.092, dei quali 8.050 maschi e 9.042 femmine.